# Ahmed Otaif
Ahmed Ibrahim Otaif (in arabo أحمد إبراهيم عطيف‎?; Riyad, 14 aprile 1983) è un ex calciatore saudita, di ruolo centrocampista.

## Carriera

### Club
Ha giocato nella prima divisione saudita.

### Nazionale
Ha partecipato ai Mondiali Under-20 del 2003 ed alla Coppa d'Asia 2011.

## Palmarès

### Club

#### Competizioni nazionali
- Supercoppa saudita: 1

Al-Shabab: 2014